# Nazira Zain al-Din
Nazira Zain al-Din, även Nazira Zeineddine, född 1908, död 1976, var en libanesisk feminist. Hon var druzer och sakkunnig akademiker inom islam. Hon är berömd för sin kampanj mot den islamiska slöjan. 
Hon publicerade boken Unveiling and Veiling: Lectures and Views on the Liberation of the Women and Social renewal in the Arab World (Al-Sufur wal hijab) 1928, där hon förklarade att det inte fanns något inom islam som motiverade slöjan, och att den var en symbol för kvinnoförtryck. Under 1920-talet hade det blivit vanligt för kvinnor inom medel- och överklassen i Beirut att ta av sig slöjan och klä sig västerländskt ända sedan en kvinnomarsch 1922, men denna reform mötte fientlighet och aggression från religiösa ledare som förespråkade slöjtvång, och boken var en del av denna debatt. Hennes kampanj väckte enormt uppseende i Arabvärlden, både för att hon motsatte sig slöjan men också för att hon som kvinna deltog i debatten som en expert inom islam.